# 沃本 (麻薩諸塞州)
沃本（英語：Woburn）是美國麻薩諸塞州米德爾塞克斯縣的一個城市。2010年人口普查時，沃本有人口38,120人。沃本自1640年開始有人定居。